# Justicia stuebelii
Justicia stuebelii är en akantusväxtart som beskrevs av Gustav Lindau. Justicia stuebelii ingår i släktet Justicia och familjen akantusväxter. Inga underarter finns listade i Catalogue of Life.